# Венора, Дайан
Дайан Венора (англ. Diane Venora, род. 10 августа 1952) — американская актриса, номинант на премию «Золотой глобус» в 1989 году.

## Жизнь и карьера
Дайан Венора родилась в Ист-Хартфорде, штат Коннектикут и была одним из шести детей в семье. После окончания средней школы в 1970 году она начала активно выступать в различных мюзиклах и пьесах, а также училась в Бостонской консерватории. Учась в ней, Венора выиграла стипендию на обучение в Джульярдской школе в Нью-Йорке, которую актриса окончила в 1977 году. После окончания обучения она начала работать в театре, в первую очередь играя в шекспировских пьесах. 
На большом экране она дебютировала в 1981 году с главной женской ролью в фильме «Волки» вместе с Альбертом Финни и Грегори Хайнсом, а в последующие несколько лет была заметна в картинах «Клуб «Коттон»» и «Иллюзия убийства».
В 1988 году Дайан Венора получила хорошие отзывы от критиков за исполнение роли многострадальной жены Чарли Паркера в биографическом фильме Клинта Иствуда «Птица». Эта роль принесла ей несколько премий различных критиков, а также номинацию на «Золотой глобус». 
С 1980 по 1989 год она была замужем за кинооператором Анджеем Бартковяком и после развода актриса на пять лет покинула экраны чтобы посвятить себя воспитанию дочери. 
В 1994 году она вернулась в профессию с ролью в телесериале «Надежда Чикаго», а в следующем году снялась вместе с Аль Пачино и Робертом Де Ниро в фильме «Схватка». За роль проблемной жены героя Аль Пачино в фильме актриса получила похвалу от критиков и в последующие несколько лет она имела стабильную карьеру в большом кино. 
Венора сыграла роль Леди Капулетти в фильме 1996 года «Ромео + Джульетта», а после снялась в фильмах «Шакал», «Настоящее преступление», «Тринадцатый воин» и воссоединилась с Аль Пачино в ленте «Свой человек».

## Фильмография
- 1981 — Волки / Wolfen — Ребекка Нефф
- 1982 — Сон в летнюю ночь / A Midsummer Night’s Dream
- 1984 — Клуб «Коттон» / The Cotton Club — Глория Свенсон
- 1985 — Наша эра / Anno Domini — Коринна
- 1986 — Иллюзия убийства / F/X: Murder By Illusion — Эллен
- 1987 — Чертополох / Ironweed — Маргарет Фелан
- 1988 — Птица / Bird — Чен Паркер
- 1994—1995 — Надежда Чикаго / Chicago Hope (11 эпизодов)
- 1995 — Три желания / Three Wishes
- 1995 — Схватка / Heat — Джастин Ханна
- 1996 — Замена / The Substitute — Джейн Хецко
- 1996 — Прожить жизнь с Пикассо / Surviving Picasso — Хаклин
- 1996 — Ромео + Джульетта / Rómeo + Júliet — Глория Капулетти
- 1997 — Шакал / The Jackal — майор Валентина Козлова
- 1999 — Настоящее преступление / True Crime — Барбара Эверетт
- 1999 — Тринадцатый воин / The 13th Warrior — королева Вилю
- 1999 — Свой человек / The Insider — Лиана Уайганд
- 2000 — Гамлет / Hamlet
- 2001 — Вечная битва: Код Омега 2 / Megiddo: The Omega Code 2 — Габриэлла Александер
- 2004 — Однажды в США / Stateside
- 2008 — Путь клинка / Stiletto
- 2009 — Служители / The Ministers
- 2010 — Всё самое лучшее / All Good Things — Дженис Риццо